# Neugarmssiel

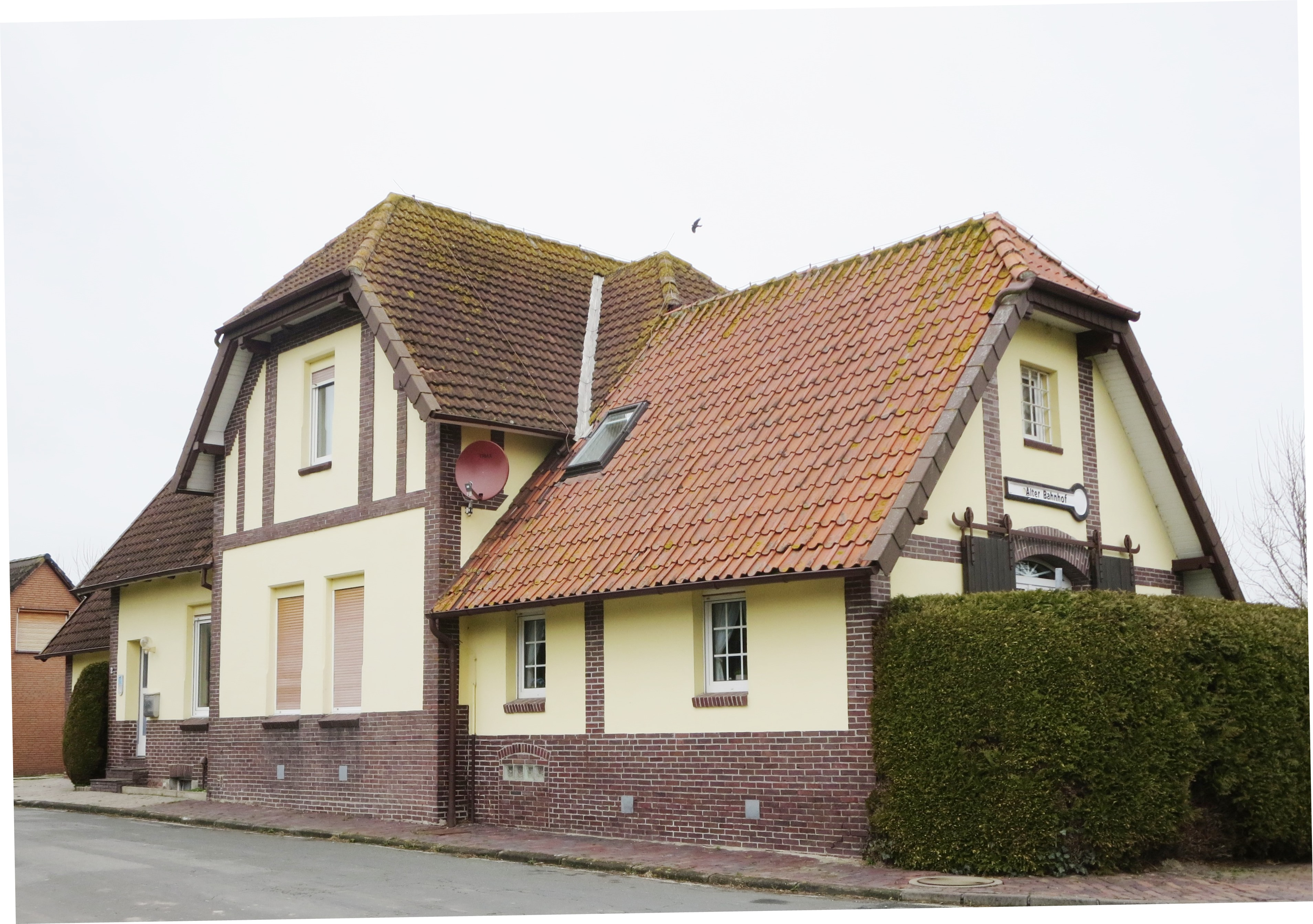
Ehemaliges Bahnhofsgebäude, Baujahr 1910

Neugarmssiel ist ein Ortsteil im nordwestlichen Teil der Gemeinde Wangerland im Landkreis Friesland in Niedersachsen.

## Lage
Der Ort liegt an der Landesstraße L 808 von Jever nach Carolinensiel und der Einmündung der Kreisstraße K 88. Die Nordsee liegt nur rund 2,5 Kilometer in nördlicher Richtung entfernt. Durch den Ort fließt das Tettenser Tief.

## Geschichte
Im Zuge der Verlandung der Harlebucht  deichte Graf Anton Günther auf jeverschem Gebiet im Jahre 1640 den 474 Hektar großen Garmser Groden ein. An der Stelle, wo das Sieltief in das Vordeichsgelände floss, entstand ein Sielhafen, um den herum sich im Garmser Groden und außendeichs der Sielort  Neugarmssiel entwickelte. 
Das Vordeichsgelände wurde 1698 eingedeicht und nach Sophie von Sachsen-Weißenfels, der Ehefrau des Fürsten Karl Wilhelm von Anhalt-Zerbst,  Sophiengroden genannt.  Neugarmssiel verlor gleichzeitig seine Hafenfunktion an Sophiensiel. Das ehemalige Sielbauwerk von Neugarmssiel ist nicht erhalten.

Nach dem Testament von Anton Günter fiel der Teil von Neugarmssiel, der im Garmser Groden belegen war, mit der Herrschaft Kniphausen an das Haus Aldenburg-Bentinck, während der Sophiengroden der Herrschaft Jever unterstand. Erst 1854 wurde die politische Zweiteilung des Ortes beendet. Damals  erwarb der Großherzog von den Bentincks die Herrschaft Kniphausen samt dem Garmser Groden.

Seit 1888 war Neugarmssiel über die Bahnstation „Garms“ im Zuge der Bahnstrecke Jever–Harle an das Bahnnetz angeschlossen. Über Jahrzehnte wurden in Garms Güter für die Landwirtschaft umgeschlagen und der Personenverkehr bedient. Im Jahre 1968 gab die Bahn den Haltepunkt Garms auf. Inzwischen sind Teile der Bahnlinie zu einem Fahrradwanderweg umgebaut.

## Vereinsleben
- Über die regionalen Grenzen hinaus bekannt ist der „Boßelverein Moot un Kraft Garms“, der 1927 gegründet wurde und in Wettbewerben vielfach erfolgreich war.[5]
- 1933 gründeten 15 Einwohner die Freiwillige Feuerwehr.[6]